# Punkin Pie
Punkin Pie är ett punkband från USA.
Punkin Pie bilddades av medlemmarna från bandet Rosa efter att det splittrats. 
Strax efter att ha släppt Broke Truck, Good Luck på Plan-It-X Records så slutade Kirke och ersattes av Joe McCann.

## Medlemmar
Nuvarande medlemmar
- Brad - gitarr, sång
- Emmalee - bas, sång
- Joe - trummor

Tidigare medlemmar
- Kirke - trummor

## Diskografi
Album
- 2009 - Broke Truck, Good Luck

Samlingsalbum med div. artister
- 2008 - Plan-It-X Comp #2
- 2008 - Dirt Cult Mix Tape Vol. 1